# First Nation Airways
First Nation Airways war eine nigerianische Fluggesellschaft mit Sitz in Lagos und Basis auf dem Flughafen Lagos.

## Geschichte
First Nation Airways wurde 2011 durch ehemalige Angestellte der im Jahre 2009 aufgelösten Bellview Airlines gegründet. Im April 2011 wurden drei Airbus A320-200 an das Unternehmen geliefert, mit denen im November 2011, nach Erteilung des Luftverkehrsbetreiberzeugnisses, der reguläre Flugbetrieb aufgenommen werden konnte. Bereits im Juni 2012 wurde der Flugbetrieb eingestellt und die drei A320 schließlich im Oktober an den Leasinggeber zurückgegeben.
Mit zwei Airbus A319-100 wurde der Flugbetrieb 2013 wieder aufgenommen. Diese beiden Flugzeuge berührten im Juli 2015 auf dem Flughafen Lagos gegenseitig ihre Tragflächen und wurden dabei beschädigt. Einer der beiden Airbusse wurde Anfang August wieder in Betrieb genommen.
Am 2. September 2016 musste man den Flugbetrieb vorübergehend einstellen, weil gesetzliche Vorgaben nicht eingehalten werden konnten.
Am 11. Mai 2018 hat die nigerianische Zivilluftfahrtbehörde NCAA das AOC-Zertifikat (Air Operators Certificate) von First Nation Airways wegen „nicht autorisierter und illegaler Operationen“ auf unbestimmte Zeit ausgesetzt.

## Flotte
Die Flotte der First Nation Airways bestand aus zwei Flugzeugen mit einem Durchschnittsalter von 23,1 Jahren:
| Flugzeugtyp     | Luftfahrzeugkennzeichen | Anmerkungen |
| --------------- | ----------------------- | ----------- |
| Airbus A319-100 | 5N-FND                  | inaktiv     |
| Airbus A319-100 | 5N-FNE                  | inaktiv     |